# Itchy & Scratchy
Die Itchy & Scratchy Show ist eine fiktive Zeichentrickserie innerhalb der Zeichentrickserie Die Simpsons. Sie ist eine blutrünstige Adaption von Tom und Jerry, bei der die sadistische Maus Itchy auf verschiedene Weise die Katze Scratchy foltert und umbringt. In der Serie erscheint sie als Teil der Fernsehsendung von Krusty dem Clown, mit Bart und Lisa als begeisterten Anhängern. Die Handlung von Itchy & Scratchy spielt meist auf die Handlung der jeweiligen Folge von Die Simpsons an. Auch ist die Itchy & Scratchy Show in einigen Simpsons-Episoden ein Hauptthema des Szenarios. Die Namen stammen von den englischen Wörtern „to scratch“ („kratzen“) und „to itch“ („jucken“).

## Handlung
Im Unterschied zu den klassischen Katz-und-Maus-Szenarien wie Tom & Jerry oder Herman & Katnip ist bei Itchy & Scratchy meist die blaue Maus Itchy der Auslöser des Konflikts, während die schwarze Katze Scratchy zu Anfang der Episode meist friedlich und ohne böse Absichten ist. Der Konflikt wird dann stets äußerst brutal und mit expliziter Gewaltdarstellung ausgetragen. Fast jede Folge endet mit Scratchys grausamem Tod. Anschließend folgt oft eine Einblendung des Senders, die auf die Gewalt der Sendung hinweist und dass kein Kind sie hätte sehen sollen.
In der Folge Homer ist „Poochie, der Wunderhund“ wird wegen der schwindenden Zuschauerzahlen von Itchy & Scratchy der rappende Surferhund Poochie eingeführt, der von Homer Simpson gesprochen wird. Da er unbeliebt ist, wird er wieder abgeschafft.
In der Folge Das Fernsehen ist an allem schuld protestiert Marge Simpson gegen die Gewalt in Itchy & Scratchy und löst damit eine Protestwelle aus, worauf die Serie umgestaltet wird und die beiden Hauptfiguren nur noch im Schaukelstuhl sitzend friedlich Limonade trinken. Als sich Marge aber anlässlich eines Protestes gegen eine Ausstellung von Michelangelos David erfolgreich für die künstlerische Freiheit ausspricht, kehrt die Show wieder zu ihren üblichen Gewaltszenarien zurück.

## Parallelen zu Disney
Das fiktive Studio, das Itchy und Scratchy produziert, ist an Walt Disney Company angelehnt. Die fiktive Geschichte der Serie und deren Erfinder Roger Myers spielen hauptsächlich auf diejenige Walt Disneys und seiner frühen Trickfilme an. So wird Steamboat Willie zu Steamboat Itchy, Fantasia zu ScratchTasia oder Pinocchio zu Pinitchio. Auch gibt es in der Simpsons-Serie die Vergnügungsparks Itchy-und-Scratchy-Land in den USA und Euro-Itchy-und-Scratchy-Land in Frankreich, eine Anspielung auf Disneyland und Eurodisneyland.

## Titellied und Episodentitel
Die Titel der „Itchy & Scratchy“-Episoden sind meist Wortspiele zu Film- oder Liedtiteln aus der Populärkultur. („Skinless in Seattle“, „Reservoir Cats“, „Little Barbershop of Horrors“, „Candle in the Wound“). Während des Titellieds laufen Itchy und Scratchy nebeneinanderher und schlagen sich gegenseitig mit einem Hammer und einer Keule auf den Kopf. Der Text des Lieds lautet:
| Liedtext (englisch)                                  | Deutsche Übersetzung                                       |
| ---------------------------------------------------- | ---------------------------------------------------------- |
| They fight, and bite, and fight and bite, and fight. | Sie kämpfen und beißen und kämpfen und beißen und kämpfen. |
| Fight, fight, fight. Bite, bite, bite.               | Kämpfen, kämpfen, kämpfen. Beißen, beißen, beißen.         |
| The Itchy & Scratchy Show                            | Die „Itchy & Scratchy“-Sendung                             |

## Merchandise

### Videospiele
Neben Gastauftritten in zahlreichen Video- und Computerspielen wurden in den 1990er Jahren zwei Videospiele veröffentlicht, die Itchy & Scratchy als Hauptthema behandeln. 1993 erschien für den Game Boy Itchy & Scratchy in Miniature Golf Madness eine Mischung aus Jump'n'Run und Minigolf-Simulation, zwei Jahre später für den Game Gear und das Super Nintendo das reine Jump ’n’ Run The Itchy & Scratchy Game.
Zudem erschien noch ein Handyspiel namens Die Simpsons – Itchy and Scratchy Land, welches auf eine Folge von Die Simpsons zurückgeht.

### Comics
In den USA wurden 1993 drei „Itchy and Scratchy Comics“ veröffentlicht. In Deutschland erschienen sie in der normalen Simpsons-Comic-Reihe und später auch in den Taschenbüchern.

## Mediale Referenzwirkung
Ein Ausschnitt von Itchy & Scratchy ist im Film Ghost Dog kurz vor seinem Ende zu sehen. Nachdem Ghost Dog erschossen wird, ist der Ausschnitt im Fernseher von Louise Vargos Luxus-Limousine zu sehen. Es ist die Folge, in der sich Itchy und Scratchy mit immer größeren Waffen bedrohen und am Ende die Erde im Atompilz untergeht.